# Spurius Servilius Priscus (Zensor)
Spurius Servilius Priscus war im Jahr 378 v. Chr. gemeinsam mit Quintus Cloelius Siculus Zensor der römischen Republik.
Nach einer Notiz einer spätantiken Fastenliste könnte er auch in dem sonst magistratslosen Jahr 372 v. Chr. als Konsul amtiert haben.